# 1729
1729 (MDCCXXIX) a fost un an obișnuit al calendarului gregorian, care a început într-o zi de vineri.

## Evenimente
- Se termină construcția Cazărmii Transilvania, din Timișoara, edificiu demolat între 1961-1965.

## Nașteri
- 21 aprilie: Ecaterina a II-a a Rusiei (d. 1796)
- 1 octombrie: Anton Cajetan Adlgasser, compozitor și organist german (d. 1777)

## Decese
- 14 ianuarie: Johann Wilhelm al III-lea, Duce de Saxa-Eisenach, 62 ani (n. 1666)
- 19 ianuarie: William Congreve, 58 ani, dramaturg englez (n. 1670)
- 31 ianuarie: Jacob Roggeveen, 69 ani, explorator din Țările de Jos (n. 1659)
- 17 februarie: Johann Ernst, Duce de Saxa-Coburg-Saalfeld, 70 ani (n. 1658)
- 24 februarie: Ernst Ludwig al II-lea, Duce de Saxa-Meiningen, 19 ani (n. 1709)
- 21 martie: John Law, 57 ani, economist scoțian (n. 1671)
- 24 martie: Leopold, Duce de Lorena, 49 ani (n. 1679)
- 3 iulie: Johann Martin Gumpp cel Bătrân, 85 ani, arhitect austriac (n. 1643)